# Operativa insatsledningen
Operativa insatsledningen (OPIL), var en högre ledningsstab inom svenska Försvarsmakten som verkade åren 2000–2005. Förbandsledningen var förlagd i Uppsala garnison i Uppsala.

## Historia
Inför försvarsbeslutet 2000 föreslog regeringen i sin propositionen för riksdagen, att den taktiska nivån bör reduceras genom att fördelnings- och försvarsområdesstaber samt marinkommandon och flygkommandon skulle avvecklas. Detta för att utforma ett armétaktiskt, marintaktiskt respektive flygtaktiskt kommando vilka skulle samlokaliseras med operationsledningen. Förslaget som antogs av riksdagen innebar att samtliga fördelnings- och försvarsområdesstaber samt marinkommandon och flygkommandon upplöstes och avvecklades. Från den 1 juli 2000 fick Försvarsmakten in i den nya organisationen, och samtidigt bildades Operativa insatsledningen (OPIL). Operativa insatsledningen bildas av bland annat delar av Högkvarterets operationsledning, och övertog den taktiska ledningen från de avvecklade fördelningsstaberna, marinkommandona och flygkommandona. Därmed minskades den operativa och taktiska verksamheten i Sverige från cirka 2.000 personer till cirka 300. 
I samband med omorganisation av Försvarsmaktens centrala ledning den 1 januari 2003 överfördes Operativa insatsledningen (OPIL) till Högkvarteret. Vilket bland annat medförde att Operativa insatsledningen övertog ansvaret för utlandsstyrkan från Swedint.
Inför försvarsbeslutet 2004 hade Försvarsmakten föreslagit tre alternativ till en förändrad militärdistriktsorganisationen. Den första handlingsvägen var att militärdistriktsorganisationen bibehölls. Den andra handlingsvägen skulle innebära att militärdistriktsstaberna sammanförs med ett utbildningsförband. Och den tredje handlingsvägen skulle innebära att militärdistriktsorganisationen avvecklas, och att ansvaret för den territoriella verksamheten överförs till Operativa insatsledningen (OPIL).
Att en förändring av militärdistriktsorganisationen var nödvändig delades av både regeringen, Försvarsmaktens och Försvarsberedningen. Men både 
regeringen och Försvarsberedningens ansåg att frågan behövdes ytterligare överväganden innan ett riksdags beslut var möjligt. Regeringens huvudalternativ var dock att organisationen skulle upplösas och avvecklas.
Den 2 juni 2005 presenterade regeringen sin proposition (2004/05:160) gällande en avveckling av militärdistriktsorganisationen. I propositionen hänvisades regeringen till att "I det framtida insatsförsvaret och den beslutade insatsorganisationen finns det inte längre krav på eller behov av regional eller territoriell ledning som motiverar en särskild ledningsorganisation". Därmed ansåg regeringen att militärdistriktsorganisationen kunde avvecklas, något som Försvarsmakten även i en framställan till regeringen den 7 mars 2005 föreslagit. I dess ställe skulle fyra ledningsgrupper för säkerhetstjänst och samverkan inrättas, där ledningsgrupperna lokaliserade till Boden, Stockholm, Göteborg och Malmö, samt där den territoriella verksamheten övergick till Operativa insatsledningen.
Tidigt 2005 greps Tony Stigsson för misstanke om våldtäkt, misshandel, kvinnofridskränkning och vårdslöshet med försvarshemligheter. Han dömdes, mot sitt nekande, till sex månaders fängelse för två fall av misshandel (senare ändrat i Hovrätten till tre månader) medan övriga åtalspunkter ogillades i båda domstolarna. Den 28 april 2008 beslutade Statens ansvarsnämnd att avskeda Stigsson från tjänsten inom Försvarsmakten.
Under sommaren 2005 upplöstes Operativa insatsledningen, och Operativa staben delades i två delar Insatsstaben och Operativa enheten (OpE). År 2008 upplöstes i sin tur Operativa enheten, och ersattes av Insatsledningen (INS).

## Verksamhet
OPIL ledde och utövade den taktiska ledningen av förband i Sverige och utomlands.

## Ingående enheter

### Operativa staben
- Operativa staben, som inom ramen för OPIL verksamhet, leder mark, luft och sjöstridskrafternas gemensamma verksamhet.

### Arméns taktiska kommando
Arméns taktiska kommando (ATK) bildades den 1 juli 2000, efter en omorganisation av Armécentrum. Arméns taktiska kommando hade i uppgift att leda verksamheten vid markstridskrafterna samt Utlandsstyrkan. Den 1 april 2007 omorganiserades kommandot till Arméns taktiska stab.

### Flygvapnets taktiska kommando
Flygvapnets taktiska kommando (FTK) bildades den 1 juli 2000, efter en omorganisation av Flygvapencentrum. Flygvapnets taktiska kommando hade i uppgift att leda verksamheten vid luftstridskrafterna. Den 1 april 2007 omorganiserades kommandot till Flygvapnets taktiska stab.

### Marinens taktiska kommando
Marinens taktiska kommando (MTK) bildades den 1 juli 2000, efter en omorganisation av Marincentrum. Marinens taktiska kommando hade i uppgift att leda verksamheten vid sjöstridskrafterna samt amfibieförbanden. Den 1 april 2007 omorganiserades kommandot till Marinens taktiska stab.  

## Förläggningar och övningsplatser
I samband med att Operativa insatsledningen bildades, förlades den initialt till olika byggnader i centrala Stockholm. Som permanent plats föreslog regeringen att staben skulle förläggas till Bålsta. Något beslut togs inte i frågan, utan sköts på vidare utredning. Försvarsmakten redovisade olika lokaliseringsalternativ, däribland Bålsta, Musköbasen och Uppsala-Ärna flygplats, där de själva förordade Bålsta. Samtliga alternativ skulle innebära en investering på cirka 300-400 miljoner kronor. På uppdrag av Försvarsdepartementet utredde Försvarsmakten ytterligare alternativa lokaliseringar inom Stockholms-området, där de kom att förorda en lokalisering till Näsbypark i Täby kommun. Att förlägga staben till Näsbypark skulle omfatta en investering på cirka 260 miljoner kronor. Lokalerna ansågs även flexibla för framtida förändringar av verksamheten, och skulle kunna anpassas utan omfattande nybyggnationer av byggnader. Regeringens förslag byggde på att lokaliseringen av Operativa insatsledningen Näsbypark skulle inledas den 1 april 2002, och i sin helhet vara lokaliserad senast den 31 december 2004. Efter 11 september-attackerna belyste regeringen sårbarheten med konventionella byggnader, civila människor och byggnader i anslutning till en angripares mål. Därmed kom beslutet att lokalisera Operativa insatsledningen till Näsbypark upphävas. Som alternativ till Näsbypark beslutades att Operativa insatsledningen skulle lokaliseras till Uppsala-Ärna flygplats senast den 31 december 2004.
Från 1 januari 2003 började de ingående enheterna i Operativa insatsledningen att förläggas till Uppsala. Flygtaktiska kommandot och Armétaktiska kommandot (från Enköping) var på plats redan i ingången av 2003. Under senhösten 2003 flyttades delar Operativa staben från Stockholm. Under 2004 kom resterande delar av Operativa staben med chef att flyttas till Uppsala tillsammans med Marintaktiska kommandot, vilka flyttades från Muskö. I Uppsala räckte dock inte de befintliga lokalerna till, utan tillfällig förhyrningar av flyttbara byggnader gjordes i en betydande omfattning. Förläggningen i Uppsala kom därmed att utgöras av ett bestånd av byggbaracker, även om vissa funktioner kunde inrymmas i befintliga byggnader. Efter att Operativa insatsledningen upplöstes, kom de taktiska kommandona kvarstå i Uppsala fram till 2007, då de omlokaliserades till Bastionen i Stockholm.

## Förbandschefer
- 2000–2004: Generalmajor Jan Jonsson [a]
- 2004–2005: Generalmajor Tony Stigsson [b]

## Namn, beteckning och förläggningsort
| Operativa insatsledningen | 2000-07-01 | – | 2005-06-30 |

| OPIL | 2000-07-01 | – | 2005-06-30 |

| Stockholms garnison | 2000-07-01 | – | 2004-08-31 |
| Uppsala garnison    | 2004-09-01 | – | 2005-06-30 |